# Ханкок (округ, Мэн)
Ха́нкок — округ в штате Мэн, США. По состоянию на 2010, численность населения составляла 54 418 человек. Окружным центром является город Элсуэрт. Округ был создан 25 июня 1789 года. Назван в честь Джона Хэнкока, первого губернатора штата Массачусетс.

## География
По данным 2000 года, округ имеет общую площадь в 6089,1 квадратного километра, из которых 4112,1 квадратного километра (или 67,53 %) земли и 1977,0 квадратного километра (или 32,47 %) водного пространства. Округ Ханкок граничит с округом Пенобскот на севере, с округом Вашингтон на северо-востоке, и с округом Уолдо на западе.

## Демография
По данным переписи населения 2000 года насчитывалось 51791 человек, 21864 семьи, и 14233 семьи, проживающих в округе. Средняя плотность населения составляла 13 человек на квадратный километр. Существовали 33945 единиц жилья в средней плотности 8 человек на квадратный километр. По расовому составу округа было 97,61 % белых, 0,25 % афроамериканцев, 0,37 % коренных американцев, 0,38 % азиатов, 0,03 % жителей тихоокеанских островов, 0,20 % других рас, и 1,15 % от смешанных рас. 0,65 % населения составляли выходцы из Испании и латиноамериканских стран. По национальному происхождению жителей округа 24,6 % английского происхождения, 11,9 % ирландского, 6,6 %, французского, 6,1 %, немецкого происхождения. У 96,8 % населения основным языком был английский, у 1,5 % французский, у 1,0 % испанский язык. Из 21864 семей, 28,20 % имели детей в возрасте до 18 лет, проживающих с ними, 53,50 % были супружескими парами, живущими вместе, в 8,10 % семей женщины проживали без мужей, а 34,90 % населения не имели семей. 27,90 % всех домохозяйств состояли из отдельных лиц и 11,60 % из них из одиноких людей в возрасте 65 лет и старше. По возрастному составу жителей округа было 22,30 % детей в возрасте до 18 лет, 7,40 % от 18 до 24 лет, 27,50 % от 25 до 44 лет, 26,80 % от 45 до 64 лет и 16,00 %, в возрасте 65 лет и старше. Средний возраст составил 41 год. На каждые 100 женщин приходилось 95,70 мужчин. На каждые 100 женщин возрастом 18 лет и старше приходилось 92,10 мужчин. Средний доход на домашнее хозяйство в округе составил $35811, а средний доход на семью составляет $43216. Мужчины имеют средний доход от $30461 против $22647 у женщин. Доход на душу населения в округе составил $19809. 7,00 % семей и 10,20 % населения ниже черты бедности, в том числе 11,90 % из них моложе 18 лет и 9,50 % в возрасте 65 лет и старше. Шестьдесят шесть процентов населения округа Ханкок родились в США, три процента родились за пределами США. Из 31475 лиц старше 25 лет, 83 % (26214 человека) имели среднее образование или выше. Двадцать один процент населения имеет степень бакалавра или выше.

## Промышленность
Работающих лиц 16 лет и старше по переписи населения в 1990 году, 1108 человек указало участие в «сельском, лесном или рыбном хозяйстве». Данные переписи населения США не являются надежными для определения числа лиц, занятых в рыбной промышленности. Только компании с десятью и более сотрудниками могут вносить информацию о сотрудниках в данные переписи населения. Поскольку большинство рыбаков в штате Мэн работают не по найму, рыбалка занижают статистику занятости.
Округ Ханкок имеет самую длинную береговую линию среди округов штата Мэн. Рыболовство и туризм являются наиболее важными отраслями промышленности округа. В округе Ханкок находится единственный национальный парк в штате Мэн и в регионе Новая Англия национальный парк Акадия и самая высокая точка в прибрежных районах штата Мэн гора Кадиллак. Также в округе располагается Джексоновская лаборатория, центр исследования рака, находящееся в Бар-Харборе. Два учреждения высшего образования находятся в округе Ханкок: Морская академия штата Мэн и колледж Атлантики в Бар-Харборе.

## Выборы
| Год  | За демократа   | За республиканца |
| ---- | -------------- | ---------------- |
| 2016 | 50.16 % 16,117 | 42.65 % 13,705   |
| 2012 | 57.35 % 15,184 | 40.04 % 10,601   |
| 2008 | 58.74 % 18,895 | 39.44 % 12,686   |
| 2004 | 54.49 % 18,048 | 43.49 % 14,405   |
| 2000 | 45.44 % 12,983 | 44.56 % 12,732   |

|       | Беспартийные        | 15,237 | 35.64 % |
|       | Республиканцы       | 13,202 | 30.88 % |
|       | Демократы           | 12,798 | 29.93 % |
|       | Независимые зелёные | 1,510  | 3.53 %  |
| Всего | Всего               | 42,747 | 100 %   |

## Известные уроженцы
- Мэри Элен Чейз (1887—1973), американский писатель, учёный и педагог.